# برص دقيق
برص دقيق أو نصفي الأصابع الدقيق (الاسم العلمي: Hemidactylus minutus)، نوع من أبو بريص ينتمي إلى فصيلة الوزغية. يوجد من شمال شرق سلطنة عمان إلى أقصى شرق اليمن.